# Filomelo
Filómelo (em grego antigo, Φιλόμηλος, transl. Philómelos) foi  um general da Fócida, morto em 354 a.C.
Durante o período conhecido como hegemonia tebana,[carece de fontes?] a Liga Anfictiônica cobrou da Fócida uma enorme multa, supostamente porque os fócios se haviam  submetido a Xerxes I durante as Guerras Médicas.
Filómelo, filho de  Teotimo, um nobre de Ledon, cidade da Fócida, persuadiu os fócidos a tomar o santuário de Delfos e os seus tesouros, usando como argumentos que só assim poderiam pagar a dívida, e que Atenas e Esparta sempre foram aliados da Fócida, e os ajudariam contra os tebanos.
A captura de Delfos ocorreu no quarto ano da centésima-quinta olimpíada (357 a.C.).[carece de fontes?] Logo após vários mercenários da Grécia se juntaram a eles, e Tebas declarou guerra - que durou dez anos.
Derrotado na Batalha de Neon, cometeu suicídio, jogando-se de um precipício. O comando das forças da Fócida passou então para Onomarco.